# Бранці Барсової ущелини
«Бранці Барсової ущелини» — радянський дитячий пригодницький художній фільм, знятий в 1956 році на Єреванській кіностудії. Екранізація однойменної повісті Вахтанга Ананяна.

## Сюжет
П'ятеро хлопців, повертаючись додому, опиняються в пастці — вузьку стежку по якій можна вийти з ущелини засипало снігом. Хлопці опинилися в полоні Барсової ущелини. Через випадковий жарт батьки відправляються шукати своїх дітей зовсім в інше місце.

## У ролях
- Юрій Хачатрян — Ашот
- Г. Ходжагорян — Авдал
- Рубен Мкртчян — Гагік
- Л. Ордоян — Шушик
- Араїк Мкртумян — Саркіс
- Орі Буніатян — Арутюн, голова колгоспу
- Гаруш Хажакян — Арам, мисливець, батько Ашота
- Ашот Нерсесян — Паруйр, батько Саркіса
- Арам Амірбекян — Мурат, листоноша

## Знімальна група
- Режисер-постановник — Юрій Єрзинкян
- Режисери — А. Айрапетян, Р. Мартиросян
- Оператор — Іван Ділдарян
- Художник — Петро Бейтнер
- Композитор — Лазар Сар'ян
- Звукооператор — І. Григорян
- Директор — Р. Сароян